# Eagle Eye Mysteries in London
Eagle Eye Mysteries est un jeu vidéo d'aventure et de réflexion de type logiciel ludo-éducatif sous MS-DOS et sur Macintosh. Il est développé par Stormfront Studios et publié par Electronic Arts sous la marque EA*Kids. Sorti en 1994, il propose au joueur d'incarner un détective choisi parmi les jumeaux Jake et Jennifer Eagle qui forment ensemble l'agence de détective Eagle Eye.
Il s'agit de la suite de Eagle Eye Mysteries, un autre jeu développé en 1993 par Stormfront Studios sous MS-DOS et sur Macintosh.

## Système de jeu
La progression dans chaque affaire proposée à l'agence Eagle Eye s'effectue à travers la résolution de petites énigmes, la lecture et l'écriture.
Cette fois l'action de Eagle Eye Mysteries se situe à Londres. Jack et Jennifer Eagle y sont pour leur vacances et devront y résoudre plusieurs énigmes faisant intervenir des connaissances sur la géographie, l'histoire et la littérature anglaise. L'environnement permet de découvrir la vie et la culture londonienne et contribue à l'aspect éducatif du titre.
Les environs de Londres sont également explorés, notamment Stonehenge,  Torbay, Kenilworth et le parc naturel du Dartmoor.